# Cocranismo
El crocanismo es una corriente de la brujería tradicional nacida principalmente de la filosofía, escritos y enseñanzas de Robert Cochrane y de las contribuciones de Joe Wilson. Las raíces de la denominación cocrana se encuentran en sl primer celtismo, con el implemento de elementos traídos de la directa inspiración. Sebbene Cochrane fue un filósofo y poeta inglés, el Cocranismo tiene un puesto de priso principal en el panorama estadounidense. 
La brujería cochraniana tiene ciertas características que la separan de otras tradiciones, como la Wicca, como el énfasis en el misticismo y la filosofía,  y en la actitud de Cochrane, que no era pagano, sino basado en el paganismo.

## Historia
La historia del cacranismo se inicia con Robert Cochcrane